# Берегово (станция)
Берегово (укр. Берегове, венг. Beregszász) — промежуточная станция Ужгородской дирекции Львовской железной дороги на линии Батьево — Солотвино I, между станциями Косины (16 км) и Боржава (9 км). Расположена в городе Берегово Береговского района Закарпатской области.
Рядом со станцией берёт начало Боржавская узкоколейная железная дорога (Берегово — Хмельник — Иршава).

## История

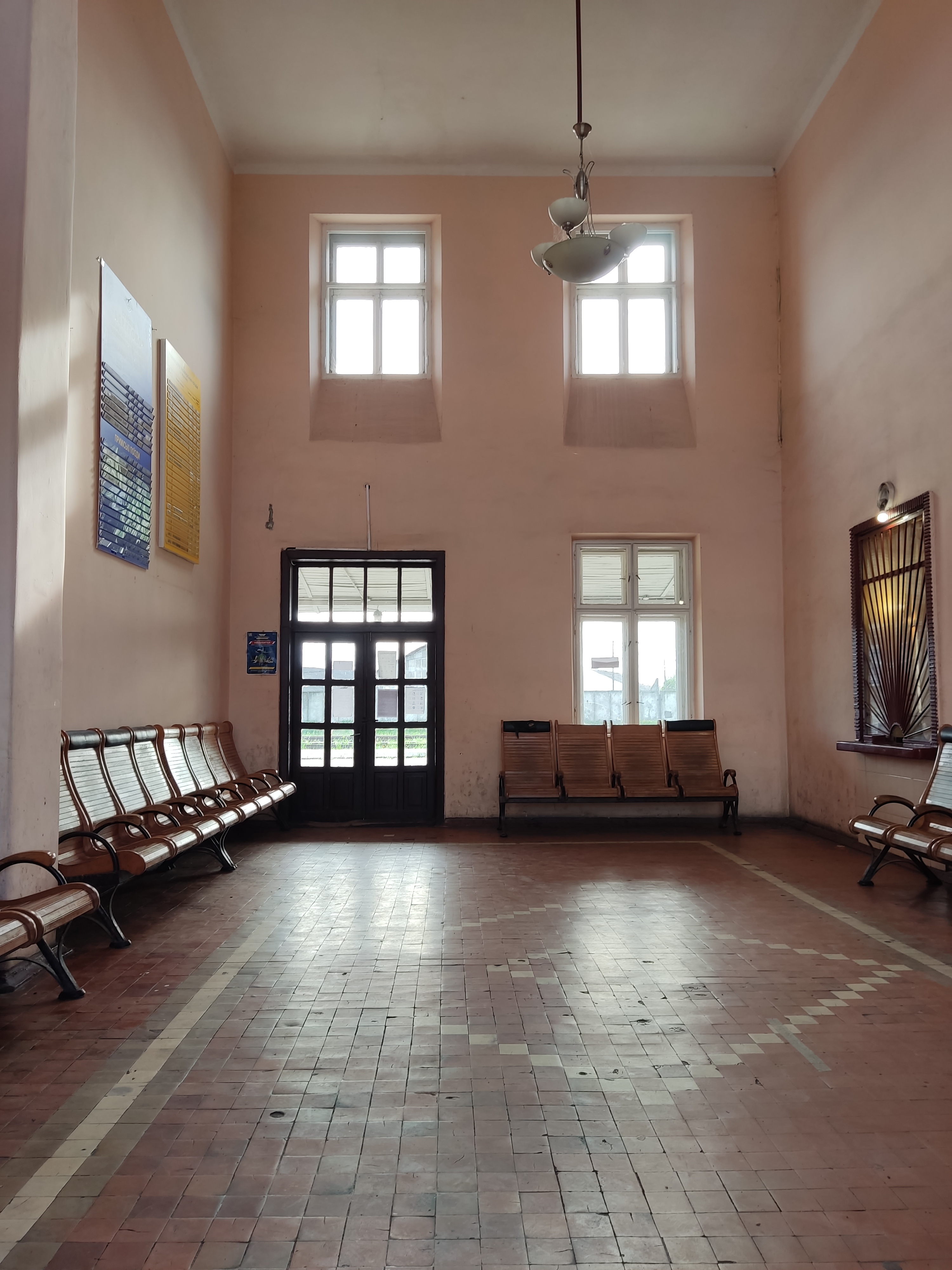
Внутреннее помещение станции, 2021 год

Здание станции было открыто в 1884 году. Позднее рядом с ней (на улице Сеченьи, 68) был возведён дворец начальника станции. Предположительно, первым жителем дворца являлся начальник станции Ондраш Фодор. Его племянником являлся венгерский писатель Ено Дсида (1907—1938), проживавший в гостиничных комнатах железнодорожного вокзала с 1914 по 1918 год. Для увековечивания памяти Ено в 1994 году на здании станции была установлена мемориальная доска.
14 мая 1939 года станция принимала десницу венгерского короля Иштвана I Святого, которую возили на специальном поезде по 22 городам Венгрии.
В ходе Второй мировой войны, 9 октября 1944 года, советская авиация нанесла удар по станции, в результате чего погибло около 250 человек. Мемориальная табличка, установленная в 2014 году на станции «Берегово», гласит: «Памяти около 250 военных и гражданских жертв нападения советской авиации 9 октября 1944 года».
На площади перед вокзалом установлен монумент в память событий Венгерского восстания 1956 года. Инициатором установки памятника в 2014 году был Береговский городской совет. Скульптор Михаил Колодко изобразил памятник в виде двух металлических могильных столбов, один из которых ржавый и повален, символизируя подавление Советским Союзом венгерского восстания. Место для установки памятника было выбрано из-за того, что в 1956 году через станцию «Берегово» перевозили части советской армии.
Вокзал требует капитального ремонта; в помещении вокзала отсутствует отопление, а прилегающая территория не освещается в ночное время. В 2018 году государственное предприятие «Украинская железная дорога» рассматривало возможность закрытия станции в связи с оптимизацией. Название станции дублируются на украинском и венгерском языках.

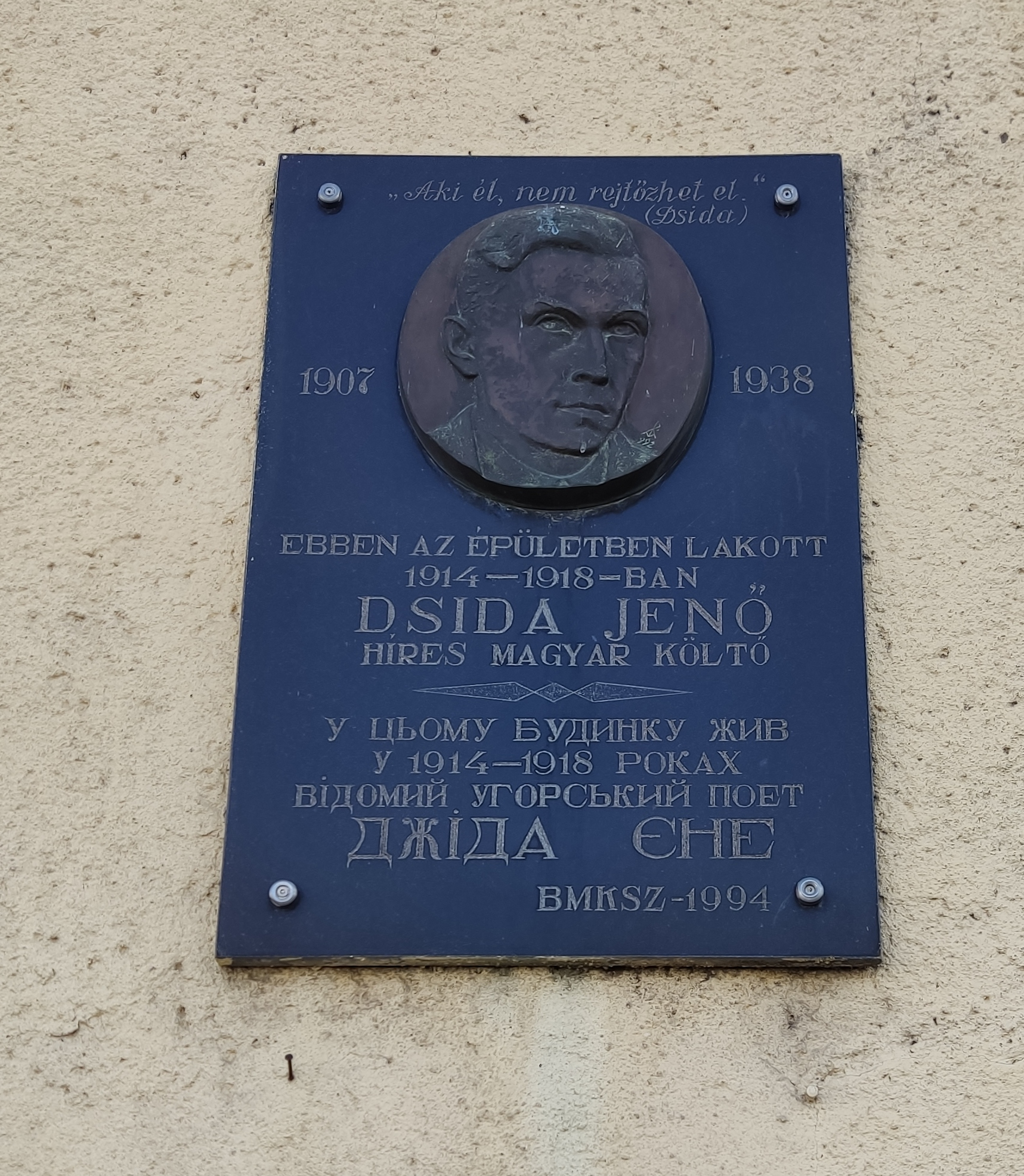
Мемориальная доска Джиде Эне
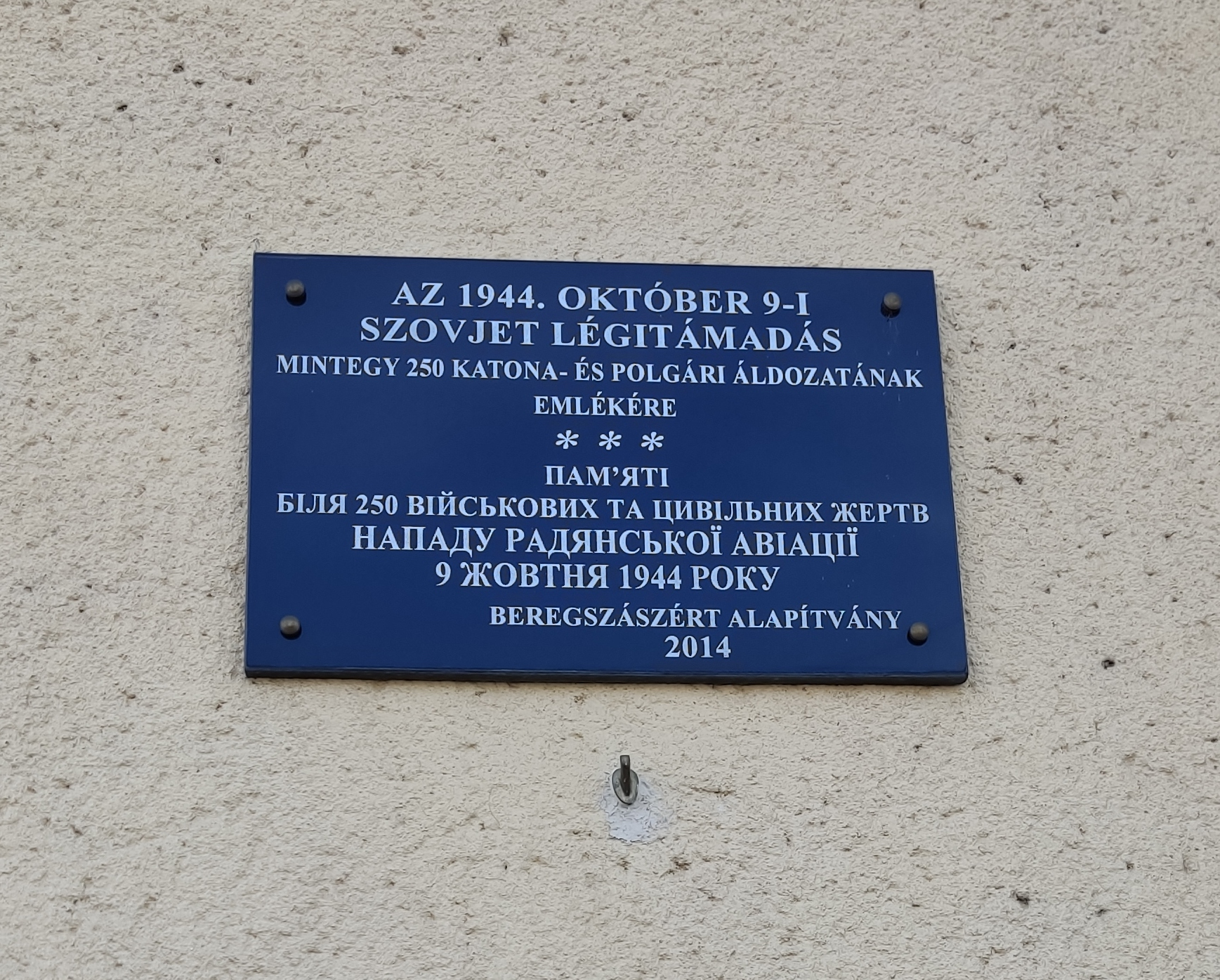
Мемориальная доска в память погибших в 1944 году
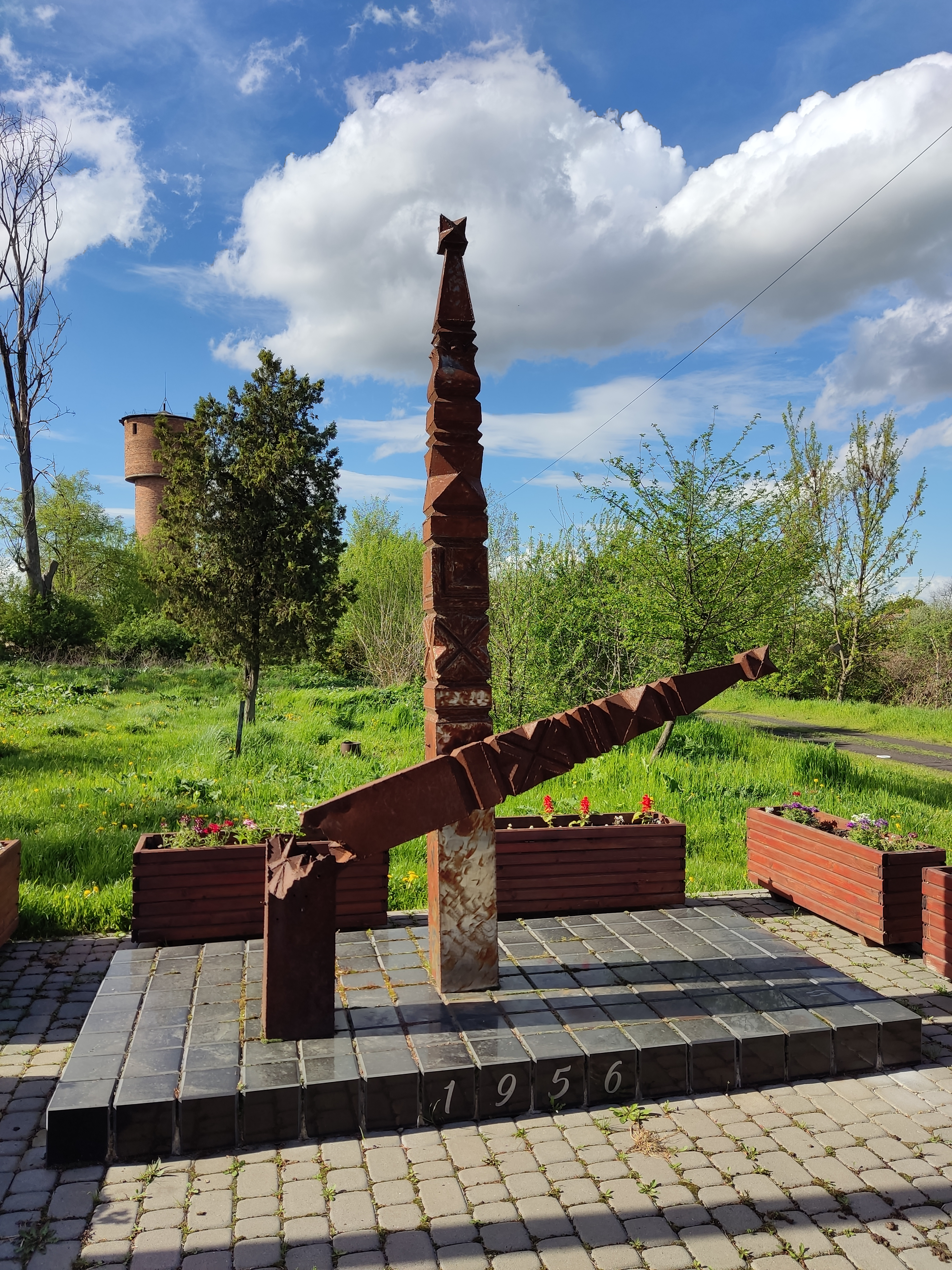
Памятник Венгерскому восстанию 1956 года